# Orejón
L'orejón (també coneguda com a Koto o Máíhɨ̃ki) és una llengua ameríndia que pertany al grup occidental de la família de les llengües tucanes. El 2018 era parlada per 70 persones de l'ètnia Mai Huna a les conques dels rius Napo i Apayacu, a la regió de Loreto (Perú). Actualment es considera una llengua en perill d'extinció. No té encara un alfabet oficial normalitzat; encara que aquesta llengua es llegeix i escriu en 3 escoles d'Educació Intercultural Bilingüe registrades al 2013.

## Escriptura
| a | a̱ | b | ch | d | e | e̱ | g | i | i̱ | ɨ | ɨ̱ | j | k | m | n | ñ | o | o̱ | p | r | s | t | u | u̱ | w | y |

Les lletres ⟨a̱, e̱, i̱, ɨ, ɨ̱, o̱, u̱⟩ també poden ser escrites ⟨â, ê, î, ü, ï, ô, û⟩ al Registre Nacional d’Identitat i Estat Civil del Perú.

## Fonologia

### Vocales
|         | Anterior | Central   | Posterior |
| ------- | -------- | --------- | --------- |
| Tancada | i i ĩ ĩ  | ɨ ɨ ɨ̃ [ɨ̃] | u u ũ ũ   |
| Mitjana | e e ẽ ẽ  |           | o o õ õ   |
| Oberta  |          | a a ã ã   |           |

### Consonants
|            |            | Bilabial | Dental | Palatal | Velar | Glotal |
| ---------- | ---------- | -------- | ------ | ------- | ----- | ------ |
| Oclusives  | Sordes     | p p      | t t    |         | k k   | ʔ ʔ    |
| Oclusives  | Sonores    | b b      | d d    |         | g g   |        |
| Oclusives  | Implosives | ɓ ɓ      | ɗ ɗ    |         |       |        |
| Fricatives | Fricatives |          | s s    |         |       | h h    |
| Semivocals | Semivocals |          |        | j j     |       |        |